# ميناء المعدية
يقع موقع ميناء المعدية بيارد الإدارة البحرية لشركة بتروجيت وميناء لتصنيع وتحميل المنصات البحرية ومستلزمات الإنتاج البترولي، وهو تابع لشركة بتروجيت.

## نشاط الميناء
خدمة أغراض الشركة وقطاع البترول المصري ويارد التصنيع بالشركة بالإضافة إلى استقبال وحدات بحرية متنوعة لتخفيف هذا الغرض.